# Becher Gale
Becher Robert Gale (Elora, Ontario, 14 d'abril de 1887 – Gravenhurst, Ontario, 24 d'agost de 1950) va ser un remer canadenc que va competir a començaments del segle xx.
El 1908 va prendre part en els Jocs Olímpics de Londres, on guanyà dues medalles de bronze del programa de rem: el quatre sense timoner i el vuit amb timoner.